# Кутузов, Владимир Михайлович
Владимир Михайлович Кутузов (род. 2 марта 1953) - российский учёный, доктор технических наук, профессор, Первый президент Санкт-Петербургского государственного электротехнического университета «ЛЭТИ» имени В. И. Ульянова (Ленина).

## Биография
Родился 2 марта 1953 года. В 1976 году окончил факультет корабельной электрорадиотехники и автоматики СПбГЭТУ «ЛЭТИ». В 1988 году получит звание кандидат технических наук, в 1997 году защитил докторскую диссертацию.
С 1998 годы назначен профессором кафедры морских информационных радиоэлектронных систем (МИРС) и заведующим кафедрой радиотехнических систем (РС) СПбГЭТУ. 
В период с 1992 до 1998 года возглавлял научно-исследовательский институт радиоэлектронных систем прогнозирования чрезвычайных ситуаций «Прогноз».
На счету В.М. Кутузова более 200 публикаций, в том числе 9 изобретений.
Ректор СПбГЭТУ «ЛЭТИ» (2009 - 2018 г.г.).
Президент СПбГЭТУ «ЛЭТИ» (с 2018 г.).

## Награды и звания
Председатель Российской Северо-Западной секции IEEE, член ряда общественных академий.
Председатель редакционного совета журнала «Известия вузов России. Радиоэлектроника», член редакционной коллегии российского журнала «Инновации».
Лауреат премий Правительства Российской Федерации в области науки и техники за 2003 год и образования за 2012 год.
В 2014 году стал лауреатом Премии по электро- и радиотехнике, электронике и информационным технологиям – премии им. А.С. Попова за выдающиеся научные результаты в области науки и техники.
Награжден четырьмя медалями, в том числе, медалью ордена «За заслуги перед Отечеством» II-ой степени и нагрудным знаком «Почетный работник высшего профессионального образования России».